# 小行星4205
小行星4205（4205 David Hughes）是一颗绕太阳运转的小行星，为火星轨道穿越小行星。该小行星于1985年12月18日发现。

## 轨道参数
小行星4205的轨道半长轴为1.7266210 UA，离心率为0.149。